# پرویز یاحقی

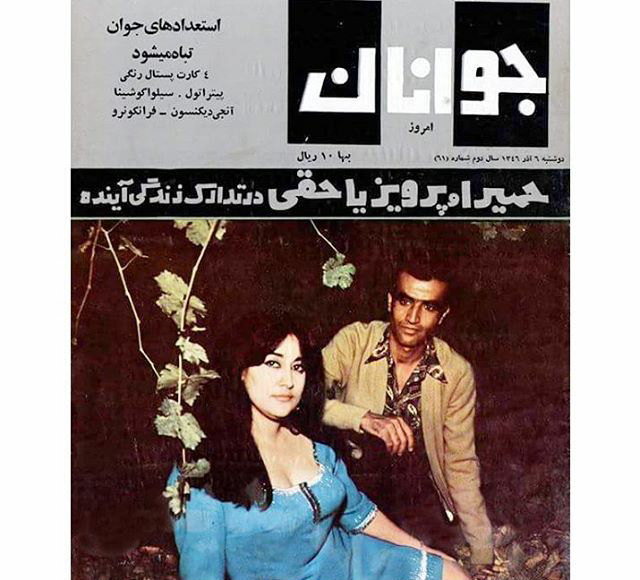
تصویری از حمیرا و پرویز یاحقی بر روی مجله جوانان امروز - ۶ آذر ۱۳۴۶ - شماره ۶۱

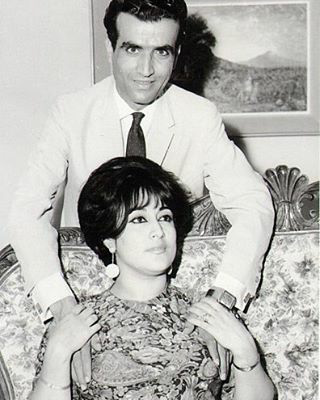
حمیرا و پرویز یاحقی در در دهه ۱۳۵۰ شمسی

پرویز صدیقی پارسی (۳۱ شهریور ۱۳۱۴ – ۱۳ بهمن ۱۳۸۵) مشهور به پرویز یاحقّی موسیقی‌دان، آهنگساز و نوازندهٔ ویولن اهل ایران بود.

## زندگی
وی از کودکی نزد دایی خود حسین یاحقی زندگی می‌کرد و موسیقی را نزد او آموخت. از کودکی با هنرمندان نامداری نظیر ابوالحسن صبا، مرتضی محجوبی، و علی‌اکبر شهنازی آشنا شد و مدتی نزد ابوالحسن صبا موسیقی آموخت.
او در کودکی در دبستان پروانه با مجیدنجاحی نوازنده سنتور همکلاس بود و در ۹ سالگی در رادیو نوازندگی کرد.او در دوران دبیرستان وقتی کمتر از ۱۶ سال سن داشت، آهنگ «می زده» را با همکاری بیژن ترقی برای مرضیه که در آن زمان یکی از بهترین خوانندگان رادیو بود ساخت.
نخستین آهنگ او برای غلامحسین بنان در برنامه گل‌های رنگارنگ بود به نام «ای امید دل من کجائی»، که هم‌اکنون نوار آن موجود است. در سال ۱۳۴۲ دختر نوجوانی را به جامعه موسیقی معرفی نمود که مهستی نام گرفت. او در ضمن چند سال زندگی مشترک با حمیرا برای وی آهنگ‌هایی نیز ساخت. 
از او تکنوازی‌های بسیاری در برنامه گل‌ها باقی‌مانده که نوارهای آنها موجود است. وی از بزرگترین بداهه نوازان موسیقی ایرانی می‌باشد و نام او و جلیل شهناز و حسن کسایی یادآور سه شهنواز بزرگ موسیقی ایران می‌باشد. سبک نوازندگی او بر بسیاری از نوازندگان، تأثیر گذاشت؛ از تأثیر پذیرفتگان ساز یاحقی می‌توان به سیاوش زندگانی، مجتبی میرزاده و بیژن مرتضوی و اسدالله ملک و شهرام خسروی اشاره کرد.

## آهنگسازی
آثار پرویز یاحقی دربرگیرنده مجموعه‌های تکنوازی ویولن، همنوازی و ترانه‌هایی است که با آوای خوانندگان ایرانی به ویژه با صدای مرضیه، دلکش، الهه و حمیرا (بیشتر در برنامه گل‌های رادیو ایران) خوانده شده‌است؛ از آن جمله:
- «بیداد زمان» (به رهی دیدم برگ خزان…) ترانه‌سرا: بیژن ترقی، خواننده: مرضیه
- «کلبه من» (به سرایم آمد…)، ترانه‌سرا: بیژن ترقی، خواننده: دلکش
- «مهر آفرین» (تو ای عشق من…)، ترانه‌سرا: اسماعیل نواب صفا، خواننده: الهه
- «نیاز» (می‌روی اکنون که این سوز نهان…) با صدای الهه
- «امید جان» (تو ای امید جان من…)، با صدای دلکش
- «ای فتنه کجایی» (ای خدا از آشیان ماندم جدا…)، ترانه‌سرا: کریم فکور، خواننده: پوران
- «مرا نفریبی» (تو بمان…)، ترانه‌سرا: بیژن ترقی، خواننده: حمیرا

## ازدواج با حمیرا
او در ۳۵ سالگی با پروانه امیر افشاری «حمیرا» (خواننده) ازدواج کرد. ۸ سال بعد حمیرا از او طلاق گرفت. یاحقی برای همسرش تعداد زیادی آهنگ ساخت که اکثر آن‌ها در لیست آهنگ‌های جاودانه حمیرا قرار گرفتند؛ همانند ترانه «پنجره‌ای به باغ گل» و «می عاشقانه». پس از طلاق، ارتباط هنری حمیرا با پرویز یاحقی به‌طور کامل قطع شد.

## هنرمندانی که با پرویز یاحقی بیش‌ترین همکاری را داشته‌اند
فضل‌الله توکل: نوازنده سنتور و آهنگ ساز. در بسیاری از آلبوم‌های و ترانه‌های پرویز یاحقی همکاری داشته‌است.
جلیل شهناز: نوازنده تار. با پرویز یاحقی در اکثر آلبوم‌هایش همکاری داشته‌است.
فرهنگ شریف: نوازنده تار. با پرویز یاحقی در اکثر آلبوم‌هایش همکاری داشته‌است.
بیژن ترقی: شاعر اغلب ترانه‌های ساخته شدهٔ پرویز یاحقی و دوست قدیمی وی
سیمین آقارضی: نوازنده چیره‌دست قانون، در اکثر هم نوازی‌ها با پرویز یاحقی همکاری داشته‌است.
جواد معروفی: نوازنده پیانو و تنظیم‌کنندهٔ اغلب آهنگ‌های پرویز یاحقی
حمیرا: آهنگ‌سازی برخی از ترانه‌های وی و همسر سابق پرویز یاحقی
دلکش: آهنگ‌سازی برخی از ترانه‌های وی
مرضیه: آهنگ‌سازی برخی از ترانه‌های وی
رامبد صدیف:صُدیف رامبد خواننده و مرکب خوان صاحب سبک آواز ایرانی،ضبط‌های خصوصی با پرویز یاحقی.

## درگذشت

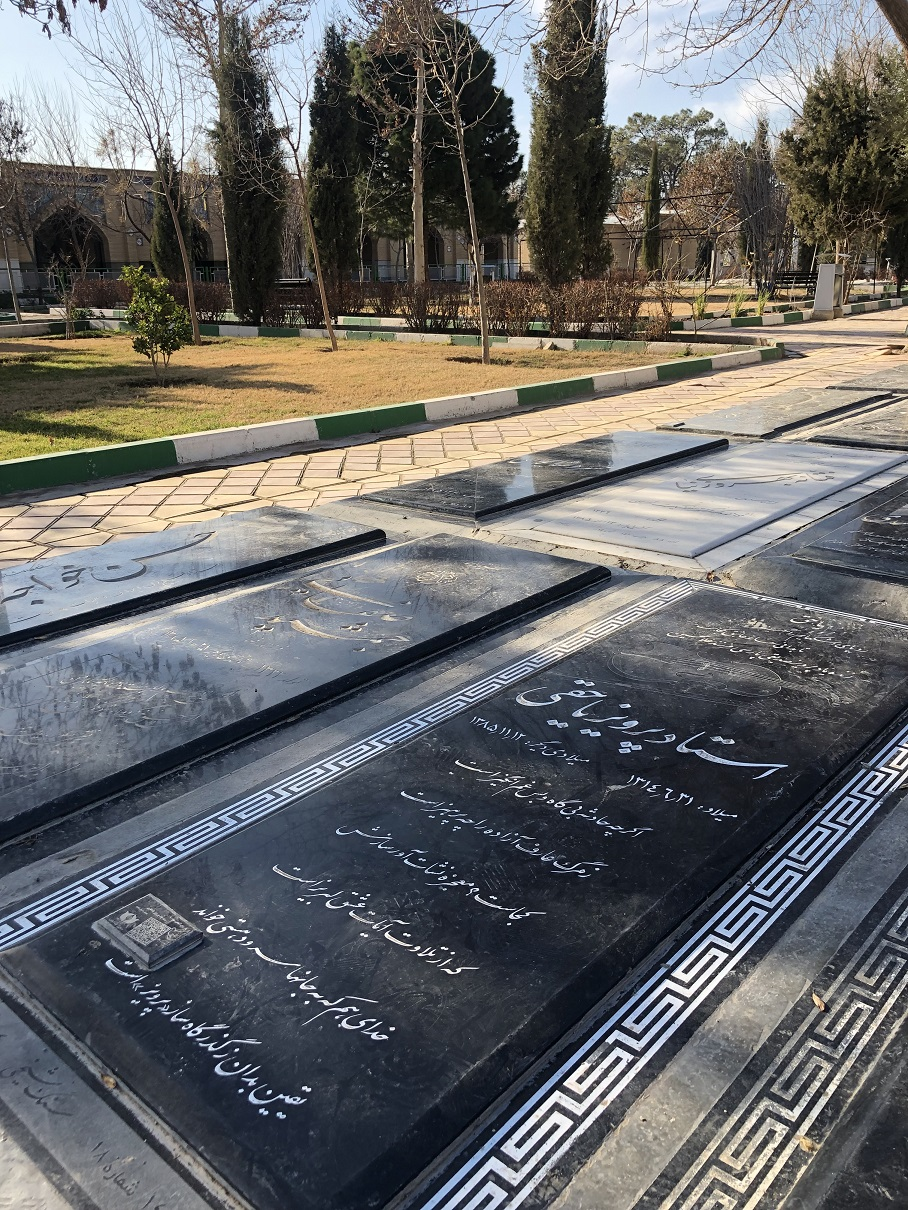
آرامگاه یاحقی در قطعه هنرمندان بهشت زهرا

یاحقی در چند سال آخر عمر خود به علت مصدومیت قادر به نوازندگی نبود و این قضیه لطمه روحی شدیدی به او وارد کرد. پرویز یاحقی، ۱۳ بهمن ۱۳۸۵ در سن ۷۱ سالگی به علت ایست قلبی در خانهٔ خود در تهران درگذشت. پیکر بی‌جان او پس از سه روز  توسط دوستانش از منزلش خارج و در قطعه هنرمندان بهشت زهرا به خاک سپرده شد.

## فیلم
کنسرتی که اجرا نشد فیلمی مستند اثر بهمن فرمان‌آرا دربارهٔ زندگی پرویز یاحقی است. این فیلم بر اساس ویدئوهایی ساخته شده‌است که پرویز یاحقی در سال‌های پس از انقلاب ۱۳۵۷ ایران از زندگی منزوی روزمره‌اش در خانهٔ خود در تهران ضبط کرده‌است.